# Edward Harris (amiral)
Pour les articles homonymes, voir Harris.
Edward Alfred John Harris (20 mai 1808 - 17 juillet 1888), est un commandant de la marine britannique, diplomate et homme politique.

## Biographie
Il est le deuxième fils de James Harris (2e comte de Malmesbury), de Harriet Susan, fille de Francis Bateman Dashwood. James Harris (3e comte de Malmesbury), est son frère aîné .
Il est un amiral de la Royal Navy . Il est également député de Christchurch entre 1844 et 1852  et ministre plénipotentiaire de la Confédération suisse entre 1858 et 1867 et envoyé extraordinaire et ministre plénipotentiaire aux Pays-Bas de 1867 et 1877. Il est nommé compagnon de l'Ordre du Bain en 1863 et chevalier commandant de l'Ordre du Bain en 1872. Il est également lieutenant adjoint du Hampshire.
Harris épouse Emma, fille du capitaine Samuel Chambers et de Susan Mathilda Wylly, en 1841. Ils ont plusieurs enfants, dont Edward Harris (4e comte de Malmesbury). Il meurt en juillet 1888 à l'âge de 80 ans. Lady Harris est décédée en juillet 1896 .